# 180 perc
A 180 perc a Kossuth Rádió élő reggeli hírműsora, az adó leghallgatottabb adása volt 2007 júliusa és 2018 szeptembere között. Adásideje minden hétköznap 6-tól 9 óráig tartott; a 6 órakor, és a 7 órakor kezdődő hírösszefoglalói a rádió 2012-es alapításától egyaránt hallhatóak voltak a Dankó Rádió frekvenciáin is.

## A műsor felépítése
A minden egész órakor kezdődő hírösszefoglalókat, és a minden "félkor" kezdődő híreket két hírolvasó; a minden "háromnegyedkor" adott rövid híreket a műsorvezető olvasta fel. Az első két órában a híradások között a Magyar Rádió külföldi tudósítóinak rendszeres beszámolói, tematizált külpolitikai hírek mellett döntően belpolitikai riportok, beszámolók hangzottak el; sok esetben a műsorvezető készített élő riportot a stúdióban vagy telefonon keresztül. Az utolsó óra beszámolói, riportjai a kultúra és a sport aktualitásait is feldolgozták. Minden órában többször is hallhatóak voltak közlekedési hírek, valamint időjárás-jelentés; ezeket egyrészt az Útinform, a Fővinform, a Mávinform és az Országos Meteorológiai Szolgálat ügyeleteseinek telefonos kapcsolásával, másrészt műsorvezetői felolvasással közvetítették.

## A műsor története
A 180 perc az 1965 májusában indult Reggeli Krónika című műsor átszervezésével, a Magyar Rádió teljes műsorstruktúrájának átalakításakor, 2007-ben jött létre. A két műsor között alapvető különbség, hogy a Reggeli Krónika zeneszámokat is közvetített, míg ez az adás – szintén a 2007-es koncepcióváltás következtében („Kossuth Rádió – a szavak ereje” mottónak megfelelően) – ezt nélkülözte. 2018. szeptember 17-től a műsor nevet változtatva, és bizonyos mértékig átszervezve Jó reggelt, Magyarország! címmel folytatja az adását.